# Edward Pycke d'Ideghem

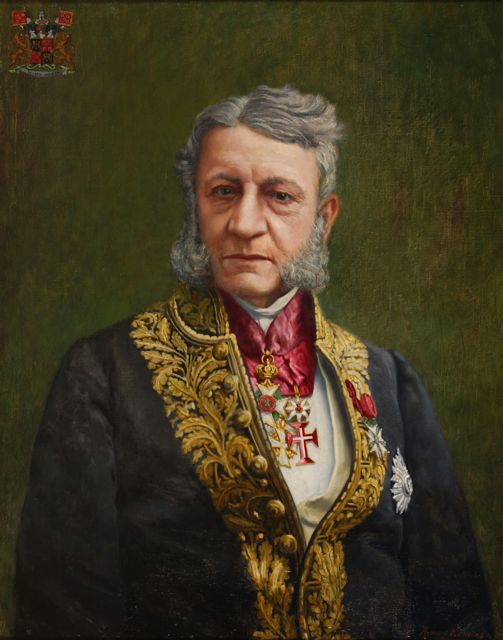

Jean Joseph Edouard (Edward) Pycke d'Ideghem (Brussel, 11 december 1807 - Mechelen, 27 april 1892) was een Belgische liberaal politicus. De familie was begin achttiende eeuw opgenomen voor activiteiten in de Grote Raad van Mechelen. De oudoom van Edouard Pycke, Pierre Joseph Pycke de Ten Aerde, was gouverneur van de provincie Antwerpen onder koning Willem I der Nederlanden.
Eduourd Pycke zetelde als liberaal in de Antwerpse provincieraad voor het kanton Mechelen van 1842 tot 1846 en opnieuw van 1848 tot 1862. In 1848 trad hij toe tot de bestendige deputatie, waarin katholieken en liberalen elk drie vertegenwoordigers hadden. Na 1853 bleven Theodore Diert de Kerckwerve en Pycke over als de twee resterende liberale gedeputeerden.
In 1862 verving de liberale regering van Charles Rogier de Antwerpse provinciegouverneur Théodore Teichmann door Edouard Pycke. De regering had meer vertrouwen in die laatste bij de uitvoering van de plannen om Antwerpen om te bouwen tot een grote militaire vestingstad. Pycke steunde het regeringsvoorstel en stond misprijzend tegenover het Antwerpse ongenoegen, dat gekanaliseerd werd in de Meetingpartij. Door de Meetingcrisis kende de gouverneur een moeilijke start in de provincieraad.  Zo was hij de enige die in de juli-zittijd van 1862 de regeringsplannen verdedigde, toen een woelige provincieraad de afbraak van het geplande Noordkasteel en Zuidkasteel eiste.
De volgende jaren werd Pycke geconfronteerd met een katholieke meerderheid in de provincieraad en in de bestendige deputatie, wat soms aanleiding gaf tot gekruide debatten. Zo kwam de gouverneur in 1868 tussen in de discussie over een liberaal voorstel om extra provinciale kredieten toe te kennen aan het officieel lager onderwijs. De katholieke provincieraadsvoorzitter Karel Blondel en Pycke kwamen daarbij lijnrecht tegenover elkaar te staan. De gouverneur kreeg nadien een eremedaille van de Liberale Associatie van Antwerpen voor zijn eloquente verdediging van het officieel onderwijs.
Na verloop van tijd ging Pycke zich een meer ambtelijk profiel aanmeten, waardoor hij zich kon handhaven onder de katholieke regeringen van 1871 tot 1878 en na 1884. Tijdens de schoolstrijd van 1879 tot 1884 verdedigde hij in de provincieraad wel de liberale regeringspolitiek, maar hij liet het conflict niet uit de hand lopen.  Ridder Pycke stond liefst vijfentwintig jaar aan het hoofd van de provincie Antwerpen. In 1887 gaf hij zijn ontslag en werd bij die gelegenheid tot baron verheven. Hij overleed in Mechelen in 1892.